# جان گوریدی
جان گوریدی (انگلیسی: Jon Guridi؛ زادهٔ ۲۸ فوریهٔ ۱۹۹۵) بازیکن فوتبال اهل اسپانیا است.
از باشگاه‌هایی که در آن بازی کرده‌است می‌توان به باشگاه فوتبال میراندس و باشگاه فوتبال رئال سوسیداد اشاره کرد.